# Saint-Moré
Saint-Moré is een gemeente in het Franse departement Yonne (regio Bourgogne-Franche-Comté) en telt 186 inwoners (1999). De plaats maakt deel uit van het arrondissement Avallon.

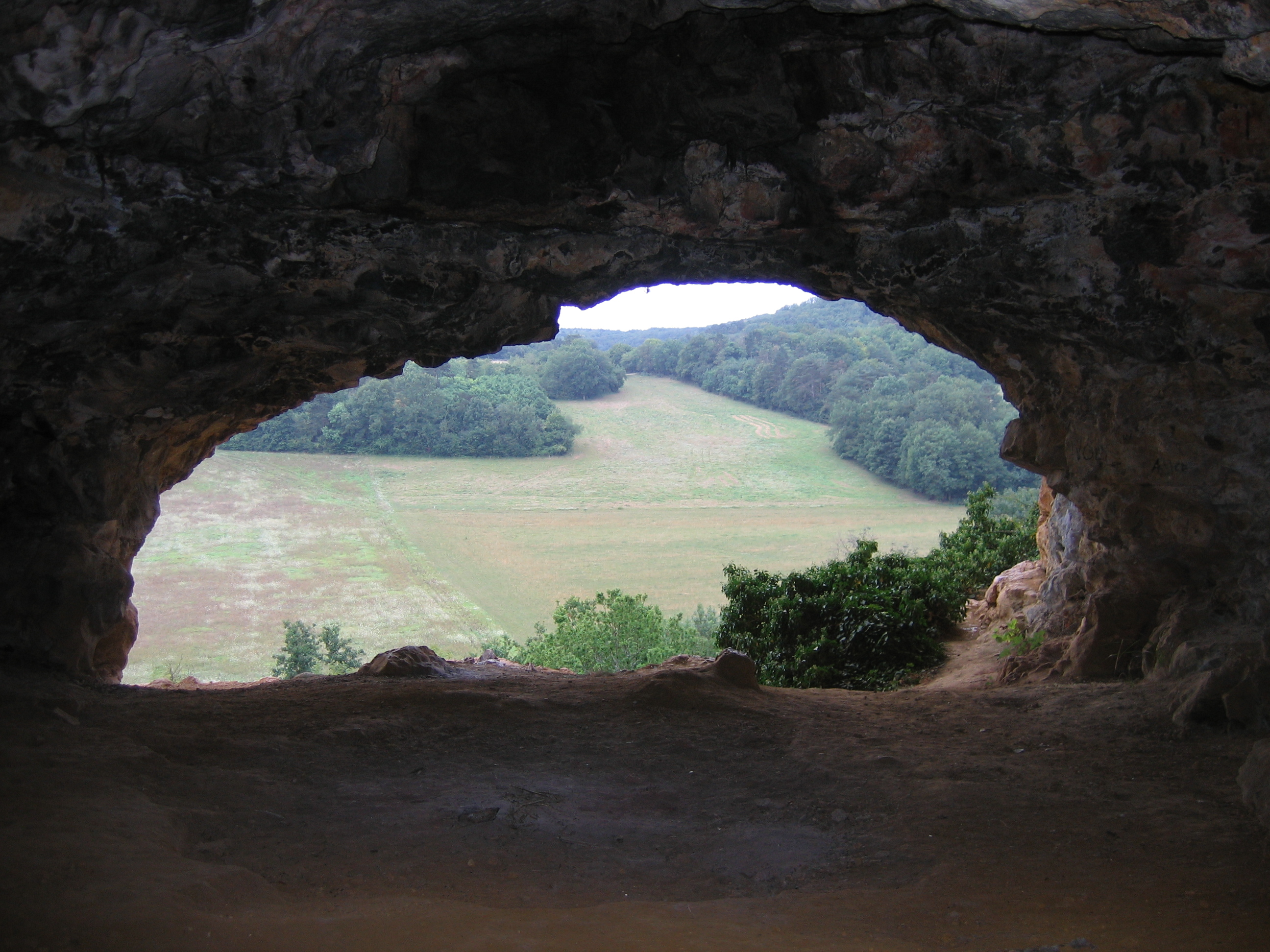
Grot met uitzicht

## Geografie
De oppervlakte van Saint-Moré bedraagt 12,1 km², de bevolkingsdichtheid is 15,4 inwoners per km².
De onderstaande kaart toont de ligging van Saint-Moré met de belangrijkste infrastructuur en aangrenzende gemeenten.

## Demografie
Onderstaande figuur toont het verloop van het inwonertal (bron: INSEE-tellingen).